# Natacha Lesueur
Natacha Lesueur, née le 1er août 1971 à Cannes, est une photographe et plasticienne française.
Elle vit et travaille à Paris.

## Biographie
Née en 1971 à Cannes, Natacha Lesueur fait ses études à la Villa Arson de Nice où elle suit notamment les enseignements de Noël Dolla. Au cours de l’École d'art de Nice elle découvre et décide d'utiliser la photographie. Sa première exposition personnelle a lieu en 1996.
En 2000, elle est lauréate de la fondation Ricard. Elle est en résidence à la villa Médicis à Rome en 2002-2003. Elle expose dans de nombreux pays en Europe, aux États-Unis, en Corée du Sud et en Chine. Ses œuvres sont présentes dans les plus prestigieuses collections publiques et privées.
Un ouvrage rétrospectif de son œuvre est édité par le MAMCO à Genève en 2011.
Elle est professeur à l'École cantonale d'art de Lausanne et enseigne également à l'École européenne supérieure d'art de Bretagne à Rennes. Elle vit et travaille à Paris.

## Œuvre
Natacha Lesueur est principalement connu pour son travail photographique culinaire. Ses oeuvres les plus connues confrontent le corps, majoritairement féminin, à la nourriture (des aspics en guise de bonnets de bain (1997-1998), une peau de saumon comme résille de chignon, des jambes gainées de crépine de porc (1997-1998), etc). Mais elle explore également d'autres matérieux dans la création de ses images, qu'elle rassemble sous forme de sériee. Elle utilise par exemple des motifs issus de test de vision, des couleurs ou encore des lieux. Dans sa série réalisé entre (2009-2011), elle a collaboré avec le même modèle d'une quarantaine d'années, avec qui elle a revisité la figure de Carmen Miranda, figure utilisée par Hollywood comme un prototype exotique caricatural et s'est ouverte à l'image animée.

## Prix et distinctions
- Lauréate du prix Ricard S.A. en 2000[9].
- Résidente à la Villa Medicis, Rome, 2002-2003[10]

## Expositions personnelles (sélection)
- Exotic Tragédie, galerie de la Marine, Nice, France, 2015
- Cailles blanches, grisettes et aigrettes noires, galerie Eva Vautier, Nice, France, 2015
- Ombres Blanches, Musée National Marc Chagall, Nice, France, 2014
- Like Mirror, Transpalette, Bourges, France, 2013
- Exotic tragédie, Galerie de la Marine, Nice, France, 2013
- Ombres blanches, commissaire: Maurice Frechuret, Musée national Marc Chagall, Nice, France, 2014
- Outside a nut, commissaire : Marie Canet, espace Paul Ricard, Paris, France, 2013
- Like Mirror, avec Brice Dellsperger, commissaire : Damien Sausset, Transpalette, Bourges, France, 2013
- Ne me touche pas, Frac Languedoc-Roussillon, commissaire : E.Latreille Montpellier, France, 2012
- Je suis néE, etc. MAMCO, commissaire : C. Bernard Genève, Suisse, 2011
- Exposition miroir, Galerie Charlotte Moser, Genève, Suisse, 2011
- Zakouski, Galerie de l’ Arsenal, Metz, France, 2011
- Musée d'art et d'histoire et chapelle des pénitents bleus, Casanova Forever, FRAC Languedoc Roussillon Narbonne, France, 2010
- Vitrine des galeries Lafayette, commissaire : E. Lavigne, Centre Pompidou, Paris, France, 2009[11]

## Œuvres dans les musées
- Sans titre, tirage photographique 1994, Musée Picasso à Antibes[12]
- Sans titre, 1994, collection Frac de Bourgogne[13]
- Sans titre, 1995, collection Frac de Bourgogne[13]
- Sans titre (nu debout), 1996, collection Frac de Bourgogne[13]
- Sans titre, 1998, Photographie couleur marouflée sur aluminium, collection Frac d'Île-de-France[14]
- Sans titre Aspics , tirage photographique 1998, Musée d'Art moderne et d'Art contemporain de Nice[15]
- Sans titre, tirage photographique 1999, Musée d'Art moderne et d'Art contemporain de Nice[16]
- Sans titre, tirage photographique 2000, Musée Picasso à Antibes[17]

## Films et Vidéos
- Sans titre, 2010, 1 min 16 s, film 35 mm, boucle, avec Anais Talaria Varia, chef opératrice Jordanne Chouzenoux
- Sans titre, 2010, 1 min 08 s, Diptyque, films 35 mm transféré en vidéo HD, en boucle,chef opératrice Jordanne Chouzenoux,
- Sans titre, 2011, 4 min 30 s, film 16 mm transféré en vidéo HD, avec Anais Talaria Varia.
- UPA UPA, 2012, 16 min 10 s, vidéo HD, avec Claudia Taïna, chef opératrice Jordanne Chouzenoux.
- Omaï, 2012, 3 min 40 s, vidéo HD.
- Maramarama, 2012, 2 min 20 s, vidéo HD.

### Monographie-catalogue personnels-plaquettes
- 2015 - Exotic tragédie, Carine Soyer, galerie de la Marine, Nice, France.
- 2014 - Ombres blanches, entretien avec Maurice Frechuret et Sarah Ligner, Musée national Marc Chagall, Nice, France.
- 2013 - Outside a nut, entretien avec Marie Canet, fondation Ricard, Paris.
- 2013 - Like mirror, Brice Dellsperger/Natacha Lesueur, Damien Sausset, Transpalette, Bourges.
- 2011 - Natacha Lesueur, Surfaces, merveilles et caprices, Thierry Davila, éditions MAMCO[18]
- 2007 - Entretien avec Remy kertenian, Je suis folle de ta bouche de fraise, La maison de la photographie de Toulon.
- 2007 - Corps exquis, Hubert Besacier, maison de la culture de Bourges.
- 2003 - La figure en dessous de tout, Maxime Matray, Galerie Française de la place Navone, Rome, Italie
- 2002 - Natacha Lesueur, Richard Klein in plaquette Aldrich Museum, Ridgfield, États-Unis.
- 2000 - Natacha Lesueur et Bruno Pelassy, Didier Bisson, Le Hall-5, Ecole des Beaux arts de Lyon.
- 2000 - Natacha Lesueur, Robert Fleck,Galerie Soardi.
- 2000 - Natacha Lesueur et Bruno Pelassy, Didier Bisson, Édition Ulysse et Calypso.
- 1996 - Derrière elle, de chaque côté, se tenaient…, Maxime Matray, Villa Arson, Nice.
- 1996 - Maxime Matray, Galerie Manu Timoneda, Aix-en-Provence.
- 1995 - L’archipel du goulash, Maxime Matray, Séance du club du capitaine Pip, Brétigny-sur-Orge.

### Porte-folio
- 2012 - Carmen, Port-folio in Dorade no 4, février.
- 2011 - Mad men, Port-folio in Dorade no 3, mai.
- 2009 - Hors d’œuvre, Port-folio in Dorade no 1, novembre.
- 2008 - Natacha Lesueur, Cahier central, Papiers libres no 53, été.
- 2005 - Port-folio, Frédéric Weckler, in Art 21, juillet.
- 2004 - Hommes « faire-part », Port-folio in Blast, décembre.
- 2001 - Port-folio, Léa Gaultier, in Mouvement, décembre

#### Articles
- 2015 - Au nom du corps, Sophie Braganti, aicafrance.org, avril[19].
- 2014 - La gélatine de Natacha Lesueur, Élisabeth Couturier, L’œil no 668, avril.
- 2014 - L’autre monde de Natacha Lesueur, Lina Mistretta, L’œil no 667, mars.
- 2013 - La superposition des identités m’intéresse, entretien avec Frédéric Bonnet, Le journal des arts, 29 novembre-12 décembre.
- 2013 - Natacha Lesueur, Outside a Nut, Mireille Besnard, FranceFineArt.com, novembre.
- 2013 - Brice Dellsperger & Natacha Lesueur, Like Mirror au Transpalette, Lise Guéhenneux, La belle revue.org, mai.
- 2012 - Ne me touche pas, entretien avec Ludovic Deleu, Let’s Motiv no 31, avril.
- 2012 - Ne me touche pas, Emmanuel Latreille, février.
- 2011 - Les caprices photographiques de Natacha Lesueur, Élisabeth Chardon, Le Temps, décembre.
- 2011 - Impérissable, Samuel Schellenberg, Le courrier, décembre.
- 2011 - Un piège de séduction, Josiane Guilloud-Cavat, Inferno, novembre.
- 2010 - Féminin pluriel, Patricia Boyer de Latour, Madame Figaro no 20396 février.
- 2010 - Dormir Mourir l’apparente confusion, Claude Hubert Tatot, Sang Bleu V, février.
- 2009 - Entretien avec Gustavo Emilio Rosales in Revista DCO, no 11, février
- 2008 - Natacha Lesueur, Vincent Pecoil, Contemporary Annual
- 2008 - Natacha Lesueur, Emmanuel Latreille, in Offshore, mai-juin.
- 2008 - Natacha Lesueur, Eric Troncy in Numéro, mars.
- 2007 - La recette d’une exquise exposition, Emmanuel Grandjean, Tribune de Genève, 16 mars.
- 2007 - Deux temps de lecture : derma-graphics in the photographic works of Natacha Lesueur, Amanda Crawley Jackson in Flesh in the text, février.
- 2006 - Natacha Lesueur, entretien avec Eric Troncy in Frog 4, hiver.
- 2006 - Focus Paris Natacha Lesueur, Flash Art, été.
- 2006 - Paroles d’artiste, Natacha Lesueur, in Art absolument, hors série, juin.
- 2006 - Natacha Lesueur, Anaid Demir, in Beaux art, hors série, juin.
- 2005 - Plis et plumes, Arthur Malo in Connaissance des Arts, juillet.
- 2005 - Sommeil de plume, Eric Troncy in Elle, juin.
- 2005 - L’amor dans l’âme, Didier Bisson, juin.
- 2005 - Natacha Lesueur : l’ornement c’est le corps, Gauthier Huber in Rendez vous 2, janvier.
- 2004 - Sucré-glacé, Charles Barachon in Technikart, octobre.
- 2004 - Natacha Lesueur, Gauthier Huber in Kunst Bulletin, mars.
- 2003 - Tirée à quatre épingles, Claude Hubert Tatot, 360°, novembre.
- 2003 - Le trompe-l’œil cosmétique et gastronomique de Natacha Lesueur, Fabienne Denoual, Figures de l’art no 7, novembre.
- 2003 - Natacha Lesueur, Mireille Sartore, Cote magazine no 118, juin.
- 2002 - Fridge, Françoise Aline Blain, in Beaux Arts, décembre.
- 2002 - Nourritures éphémères, France Huser, in L’officiel de la couture et de la mode, décembre.
- 2002 - Promenade rues Louise Weiss et Duchefdelaville, Charles-Artur Boyer, in Art press, novembre.
- 2002 - Natacha Lesueur, Le nouvel observateur, 17-23 octobre.
- 2002 - Paroles d’artiste, Natacha Lesueur, Nicolas Thély, Le journal des arts, 13-26 septembre.
- 2002 - Natacha Lesueur, Le Monde, 15-16 septembre.
- 2002 - La peau, Guillaume Mansart, Hors d’œuvre no 10, mars/juin.
- 2002 - In Memory of Larry Aldrich, Thema Celeste, janvier-février.
- 2001 - Natacha Lesueur, faiblesse pour la chair, Marie Bailhache, in D.S, mai.
- 2001 - Nourritures énigmatiques, Marie Pointurier, in Vogue, mai.
- 2000 - Jeux d’artifice, Philippe Dagen, in Le Monde, 26 décembre.
- 2010 - Natacha Lesueur, Joséphine Martin, Céline Flecheux, in Chronic’art-photo, décembre.
- 2010 - Morceaux choisis du quotidien dans les galeries rue Louise Weiss, in Telerama, 6 décembre.
- 2010 - Natacha Lesueur, l’objectif à fleur de peau, Anne Kerner, décembre.
- 2010 - Natacha Lesueur lard ou cochon ?, Sophie Braganti, in Verso no 20, octobre.
- 2010 - Natacha Lesueur, Philippe Piguet, in L'Œil no 521, novembre.
- 2010 - Cross female im Pfefferwerk, in Kunst Bulletin no 10, octobre.
- 2010 - Natacha Lesueur, Catherine Millet, in Art press, juillet-aout.
- 2010 - Talons aiguilles, Hauviette Bethemont, in E2, mai.
- 2010 - Troubles de la vision, Liliane Tibéri, in La Tribune, lundi 12 juin.
- 2010 - L'écriture et les corps mis a nu, Harry Bellet, in Le Monde, dimanche 28 mai.
- 2010 - L’art corporel sans pathos, Georges Bertolino, in Nice-Matin, dimanche 7 mai.
- 2010 - Natacha Lesueur : le diable au corps, Nicolas Thély in La mini galerie, les

Inrockuptibles, mai.
- 2010 - Natacha Lesueur, par Daniele Balice, in Intervista, no 21, février.
- 1999 - Venus beauté institut, Jean Max Collard in Les Inrockuptibles, juin.
- 1999 - Rayon Frais, Patrick Remy in Numero no 4, juin.
- 1997 - Natacha Lesueur, Marc Olivier Wahler in Kunst Bulletin no 4, avril.
- 1997 - Catherine Macchi, postcards in bloc-not no 13.
- 1996 - Doris Krumpl in Standart, 4 juillet.
- 1996 - Jean-François Raffali, postcards in Bloc-Notes no 11, janvier-février

### Reportages
- 2012 - Mensomadaire, Natacha Lesueur, réalisateur Ralph Kampf, Canal+, Mars.
- 2011 - La Collection Arte ADAGP, Natacha Lesueur, réalisateur Frédéric Ramade, Arte web, Octobre.
- 2010 - Les Archipels réinventés, Natacha Lesueur, réalisateur Philippe Puicouyoul.
- 2002 - La revue, Natacha Lesueur, réalisatrice Solveigh Anspach, Arte, Septembre.